# جولين أريانو
جولين أريانو (بالإسبانية: Julen Arellano)‏ (8 يناير 1997 بتطيلة في إسبانيا - ) هو لاعب كرة قدم إسباني في مركز الدفاع. شارك مع منتخب إسبانيا تحت 16 سنة لكرة القدم ومنتخب إسبانيا تحت 17 سنة لكرة القدم ومنتخب إسبانيا تحت 18 سنة لكرة القدم. أما مع النوادي، فقد لعب مع أتلتيك بيلباو ب.

## وصلات خارجية
- جولين أريانو على موقع الاتحاد الأوربي (الإنجليزية)
- جولين أريانو على موقع قاعدة بيانات كرة القدم.إي يو (الإنجليزية)
- جولين أريانو على موقع Soccerway.com (الإنجليزية)
- جولين أريانو على موقع عالم كرة القدم.نت (الإنجليزية)
- جولين أريانو على موقع AS.com (الإسبانية)